# Balkanlönn
Balkanlönn (Acer heldreichii) är ett träd i familjen kinesträdsväxter från Balkan, Turkiet och Kaukasus.
Arten uppdelas i två underarter:
- subsp. heldreichii
- Kaukasisk lönn (subsp. trautvetteri)

## Synonymer
subsp. heldreichii
Acer heldreichii f. cruciatum B.Jovanovic
Acer heldreichii f. obtentum B.Jovanovic
subsp trautvetteri (Medvedev) A.E.Murray
Acer trautvetteri Medvedev